# 王凝 (唐朝)
王凝（821年—878年9月7日），字成庶，一字致平，唐朝官员。

## 生平

### 早期仕途
王凝是衡州刺史王众仲之子，年幼丧父，依靠舅父宰相郑肃生活，郑肃命儿子与他约为师友。十五岁时，举孝廉，两经及第。曾著《京城六岗铭》，为文士所称。再被主管科举的宰相魏扶选为进士甲科。崔璪领盐铁，辟为巡官。历任宣歙观察使裴休、东川节度使周墀幕府幕僚。宰相崔龟从奏王凝为鄠县尉、集贤校理。孔温业为宣歙观察使，辟王凝为副使。韦有翼为御史丞，迁王凝为监察御史。鄂州盐铁使赃案被揭发，有权臣故意拖延，王凝当即审讯判决，转殿中侍御史。宰相崔铉出镇为淮南节度使，奏王凝为节度判官、副使。浙西观察使崔慎由又征拜王凝为左史，大夸自己得到很多人才。王凝后来回京任起居郎，历礼部、兵部、考功三员外。迁司封郎中。宰相萧仿判版籍（户口册），请王凝协助。不久拜长安令。中丞郑处诲奏王凝知御史台杂事，换考功郎中，得宰相夏侯孜迁中书舍人。与同僚关系不协，称病请辞，咸通五年（864年）被出为同州防御使兼御史中丞，赐金紫。有政绩，在同州修堰，宰相言其状，皇帝下降玺书褒奖。七年（866年）秋又去华州敷水别墅养病。王凝渐渐知名，一年多后，被征为礼部侍郎。时人称：王凝路岳，见便脱壳。

### 唐懿宗年间
王凝曾由尚书郎出任绛州刺史。文人司空图携带自己的文章拜访，大为王凝所赏识惊叹，于是知名。王凝性坚正，曾负责科考取士，提拔司空图为咸通十年（869年）进士。王凝提拔寒门俊才，不理会权臣韦保衡请托，为其所怒，于咸通十二年（871年）被出为商州刺史、尚书御史大夫。司空图感知己之恩，请求随他去贬所，王凝更器重他了。当时驿站费用都由官吏自行承担，商州冶炼所得赋税的多余银两常被挪用来增加驿站官吏的俸禄。王凝不取这些多余银两，而用于买马，使得驿站马力得到保障，也减轻了驿站官吏的负担，本州免遭横扰，人皆慰悦。次年，改检校右散骑常侍、潭州刺史、湖南团练观察使。罗隐曾作《投湖南王大夫启》。

### 唐僖宗年间
咸通十四年（873年），唐僖宗登基，王凝被征拜为兵部侍郎，回京不久领盐铁转运使。
王凝最初与妻弟或妻兄崔彦昭一同参加进士科考试，王凝先及第，在大中初年仕途先显达，穿着显得不敬的衩衣见崔彦昭，戏言崔彦昭不如举明经，崔彦昭怒了，很恨王凝。乾符元年（874年）八月，崔彦昭拜相。崔母郑太素害怕女婿王凝遭其报复，在崔彦昭能听到的场合对侍婢说：“为我多制作鞋袜，王侍郎母子肯定要被放逐了，我要和王家妹子（即王母）一起走。”崔彦昭哭着下拜：“我一定不敢这么做。”于是王凝免遭报复。
但乾符二年（875年）二月，王凝仍因不奉迎权幸、所举荐的官吏获罪，改秘书监，分司东都，乾符四年（877年）出为河南尹，同年迁宣歙池观察使，检校礼部尚书、宣州刺史、宣歙观察使。咸通年间王凝曾两次在宣歙观察使幕府效力，很懂民生利弊，清除积弊，百姓富足安宁。任上辟进士刘崇望为转运巡官，辟司空图为上客。司空图被御史府表奏举荐召为殿中侍御史，不忍离开王凝府，满百日没回京报到，被御史台弹劾，被贬为光禄寺主簿，分司东都。王凝奏御史台主簿张中立为嘉兴盐官。
一年多后，农民变军王仙芝势大，王凝遣牙将孟琢助守池州；农民变军黄巢从岭南向北杀回，大掠淮南，增兵来攻，其实是要攻南陵、围和州。王凝令牙将樊俦率师据采石以救援。樊俦犯令擅自与黄巢军作战，战败，王凝斩之以正军法，诸将闻讯都害怕，以死拒敌，敌军不能前进。王凝以强弩据采石，设置旗帜以为疑兵，命别将乌颖代樊俦赴援，解了和州之围。次年，黄巢怒，引众攻宣州。都将王涓请求出军迎战，王凝设大宴，对王涓说：“贼忿恚而来，宜持重以待。彼众我寡，万一不捷，则州城危险了！”王涓坚持请行，王凝就阅集丁壮，分守要害，登城设守备。王涓到南陵迎敌，果然战死。监军率余部四千回城，没有离开的意思，这些士兵也骄横不能禁止，王凝严词指责，监军词穷，催促亲吏入民居夺马，王凝乘门望见，指挥左右捕监军杖杀，监军的军队也就不敢停留。王凝增加仓储、修缮城防以备敌军，敌军不能占到便宜。黄巢军乘南陵之胜而来，而王凝已完成守备。黄巢军造云梯、冲车攻城，急攻数月，守军力竭，吏民请求道：“贼之凶势不可当，希望尚书归款（投降）退敌，否则恐怕倾覆尚书家族。”王凝说：“人们都有家族，我岂能独全？誓与此城同存亡。”乾符五年（878年）八月，黄巢军退去。当时，王凝病重，有大星坠于正寝。术士说应该称病不视事以为厌胜，王凝说：“东南，国有所出，而宣州是大府，我脱祸可以，我这一方去依赖谁？誓与城相存亡，勿复言！”当月卒于本州。僖宗哀悼辍朝，派宦官吊丧，赠吏部尚书，谥贞。无子，以弟弟王洧之子王镳为嗣。王凝可能被继续追赠为□□□师（阙字）。